# گرسبرایتنباخ
شهر گرسبرایتنباخدر ایالت تورینگن در کشور آلمان واقع شده‌است.